# Maurice D'Haese
Maurice D'Haese (Lede, 7 november 1919 - Aalst, 27 april 1981) was een Vlaams schrijver.
D'Haese was aan het begin van zijn leven onder meer werkzaam als landarbeider en pakhuisknecht, maar verwierf later een functie als rijksambtenaar. Hij publiceerde voor het eerst in het tijdschrift Tijd en Mens, waarvan hij in 1950 mederedacteur werd. Zijn eerste roman verscheen in 1952 onder de titel De Heilige Gramschap. Voor deze verzetsroman ontving hij in 1953 de Arkprijs van het Vrije Woord. In 1957 verscheen de roman De witte muur. In 1961 volgde de bundel Verhalen, die werd bekroond met de Dirk Martensprijs. Hierna bleef het stil rond D'Haese, behoudens het tv-spel De minnaars, dat hij kort voor zijn overlijden publiceerde in het literair tijdschrift De Vlaamse Gids.
Het werk van D'Haese kent existentialistische elementen en getuigt volgens critici van invloed van auteurs als Camus en Sartre.